# Régiment Royal-Navarre cavalerie
Pour les articles homonymes, voir régiment de Bezons.
« 21e régiment de cavalerie » redirige ici. Pour les autres significations, voir 21e régiment.
Le régiment Royal-Navarre cavalerie est un régiment de cavalerie du royaume de France créé en 1672. Au sein de la République française, il sert sous le nom de 21e régiment de cavalerie.

## Création et différentes dénominations
- 1672 : création du régiment d’Illes cavalerie
- 1er février 1675 : renommé régiment de Bezons cavalerie
- 8 août 1679 : réformé, la compagnie Mestre de camp étant incorporée au régiment de Grignan cavalerie par ordre du 15
- 15 janvier 1684 : rétablissement du régiment de Bezons cavalerie
- 26 septembre 1684 : licencié, la compagnie Mestre de camp étant incorporée au régiment de Tallard cavalerie par ordre du 1er octobre
- 20 août 1688 : rétablissement du régiment de Bezons cavalerie
- 1693 : renommé régiment de Balivières cavalerie
- 20 décembre 1696 : renommé régiment de Saint-Pouanges cavalerie
- 1721 : renommé régiment de Bougard cavalerie
- 1728 : renommé régiment d’Aumont cavalerie
- 20 juillet 1743 : renommé régiment du Prince Camille cavalerie
- 1er février 1749 : renommé régiment de Vienne cavalerie
- 1759 : renommé régiment de Damas cavalerie
- 1er décembre 1761 : renforcé par incorporation du régiment de Moustier cavalerie et renommé régiment Royal-Navarre cavalerie[1]
- 1er janvier 1791 : renommé 22e régiment de cavalerie
- 1792 : devient 21e régiment de cavalerie
- 24 septembre 1803 : licencié, une partie est versée dans les 9e et 12e régiments de cuirassiers

## Colonels et mestres de camp
- 1672 : comte d’Illes
- 10 décembre 1673 : Jacques de Pouilly de Lançon
- 1er février 1675 : Jacques Bazin de Bezons, brigadier le 24 août 1688, maréchal de camp le 30 mars 1693, lieutenant général le 29 janvier 1702, maréchal de France le 15 mai 1709, † 22 mai 1733
- 30 mars 1689 : Antoine Cornu, marquis de Balivières
- 1690 : comte d'Auneuil
- 20 décembre 1696 : François Gilbert Colbert, marquis de Saint-Pouanges, brigadier le 26 octobre 1704, maréchal de camp le 1er février 1719, † 11 novembre 1719
- janvier 1716 :  N. marquis de Chambonas
- 1721 : N. Bougard
- 14 août 1728 : Louis Marie Augustin, duc d’Aumont, pair de France, brigadier le 1er janvier 1740, maréchal de camp le 14 janvier 1743, lieutenant général le 1er janvier 1748
- 20 juillet 1743 : Camille Louis de Lorraine, prince de Marsan, brigadier le 20 mars 1747, maréchal de camp le 10 mai 1748, lieutenant-général le 6 juin 1758, † 12 avril 1780
- 1er février 1749 : N. comte de Vienne
- 1759 : Jacques François, marquis de Damas d’Antigny, ci-devant colonel des Grenadiers de France
- 24 février 1774 : Antoine Charles Guillaume, marquis de La Roche-Aymon
- 10 mars 1788 : Marie François Emmanuel, duc de Crussol, lieutenant général le 4 juin 1814, † 6 août 1843
- 21 octobre 1791 : Joseph François Régis Camille de Serre de Saunier, marquis de Gras, général de brigade le 8 mars 1793
- 5 février 1792 : Dominique de Diettmann
- 27 mai 1792 : Joseph Marie de Casabianca
- 15 mai 1793  : François Thévenot
- 20 juillet 1793 : Nicolas Maurice-Dufort, † 31 décembre 1839
- 6 mai 1794 : Jean-Baptiste Duclos
- 22 février 1794 : Jean-Baptiste André Rifflet
- 21 décembre 1794 : Jean-Baptiste Duclos
- 3 septembre 1799 : chef de brigade Ythier Sylvain Pryvé

## Étendards
Avant de porter le nom de Royal-Navarre, il avait un étendard rouge avec un soleil et la devise du roi, bordé et frangé d'or.

Étendards
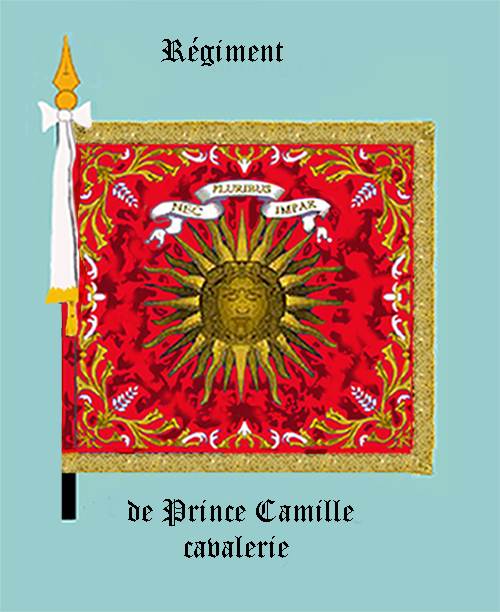
régiment de Prince Camille cavalerie, avers
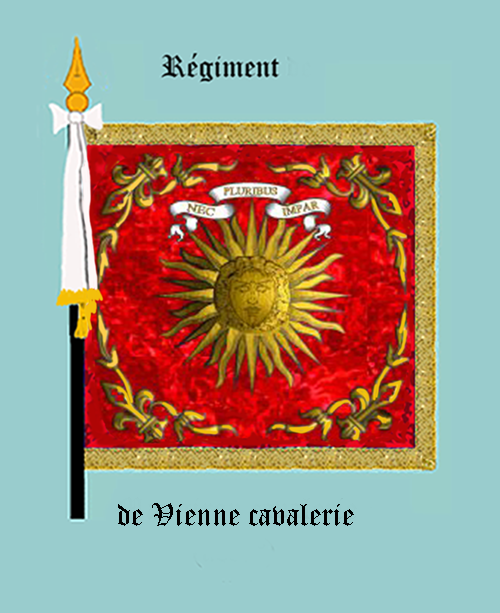
régiment de Vienne cavalerie vers 1750, avers
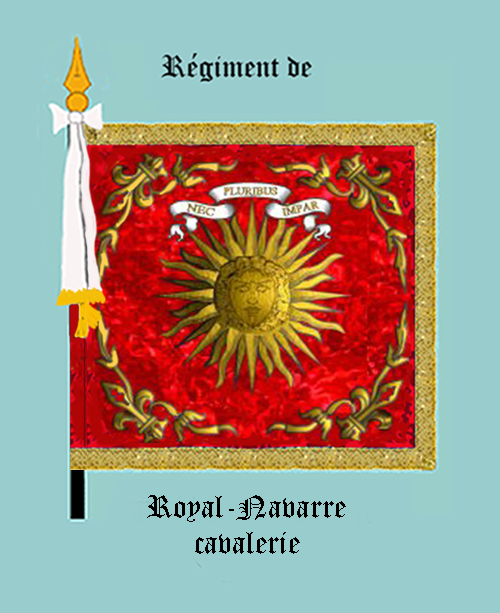
régiment Royal-Navarre cavalerie, avers

## Habillement

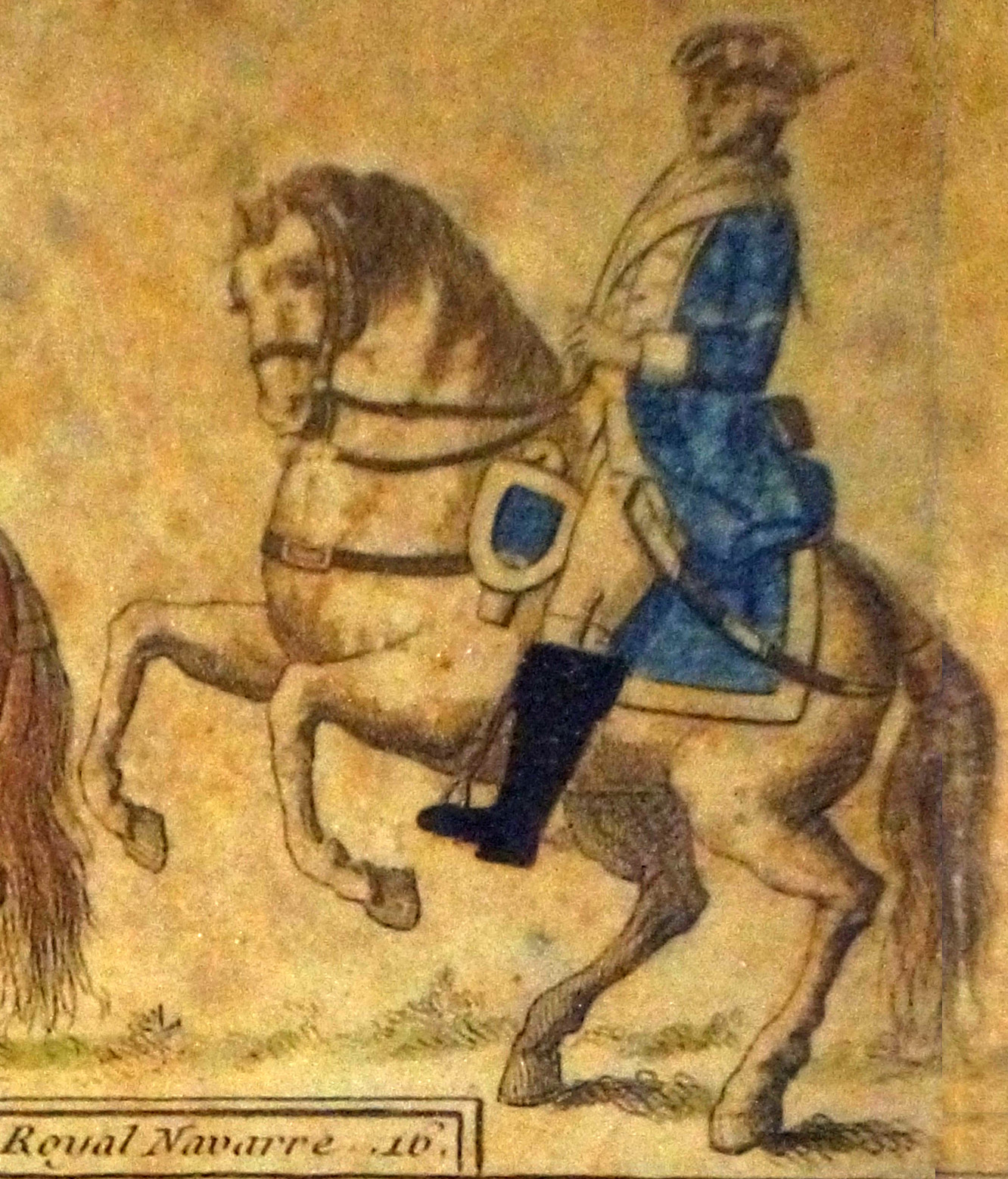
Musée de l’Armée.

En 1763 il avait l'habit bleu, avec collet et revers parements et doublures aurore, les boutons blancs au N°16.

Uniformes
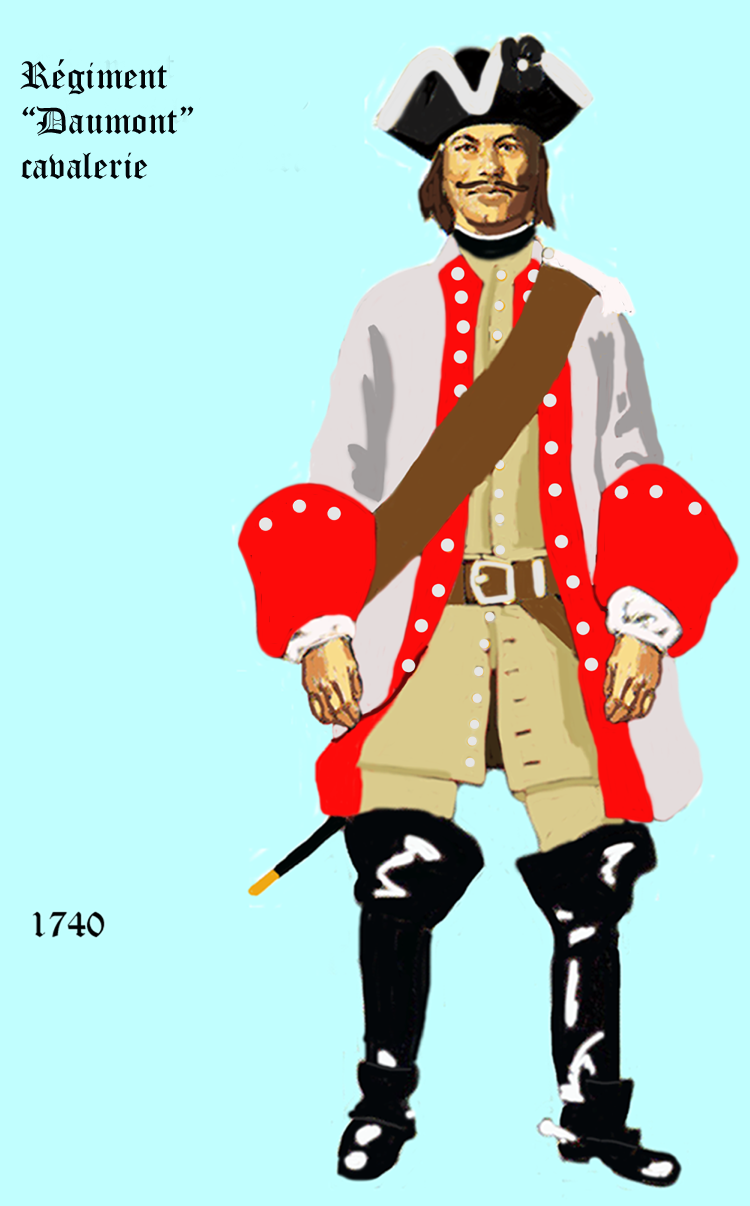
de 1740 à 1757
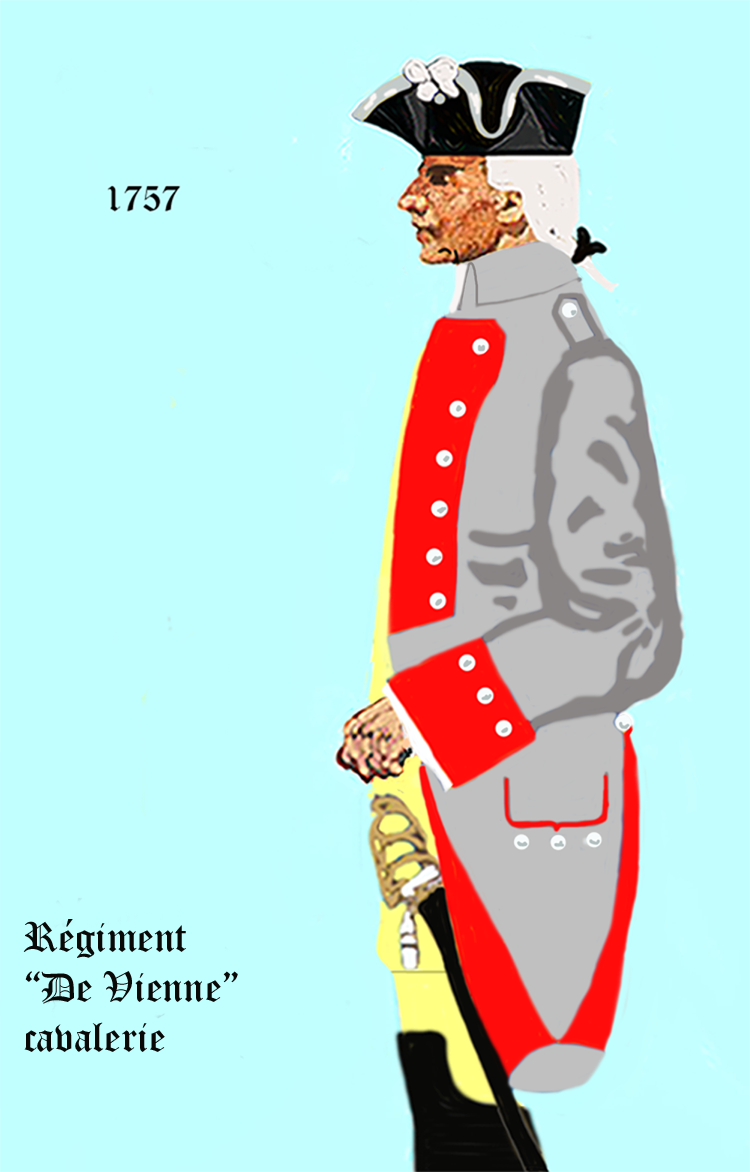
de 1757 à 1762
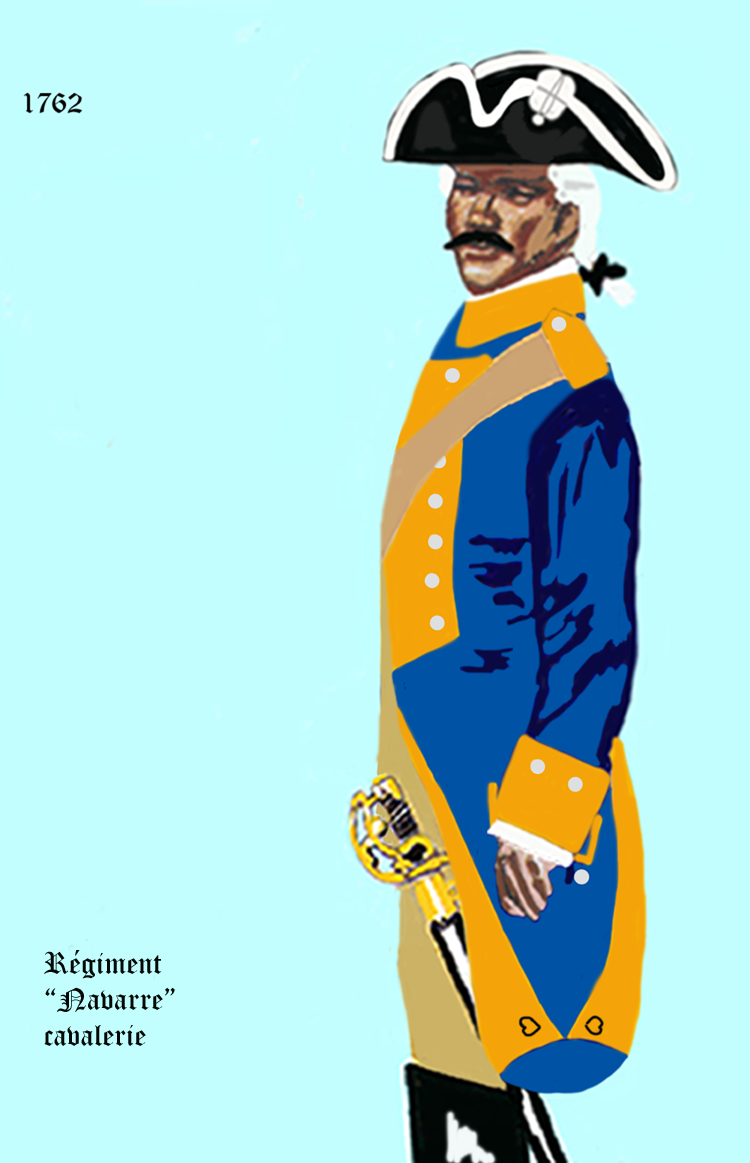
régiment Royal-Navarre cavalerie de 1762 à 1767

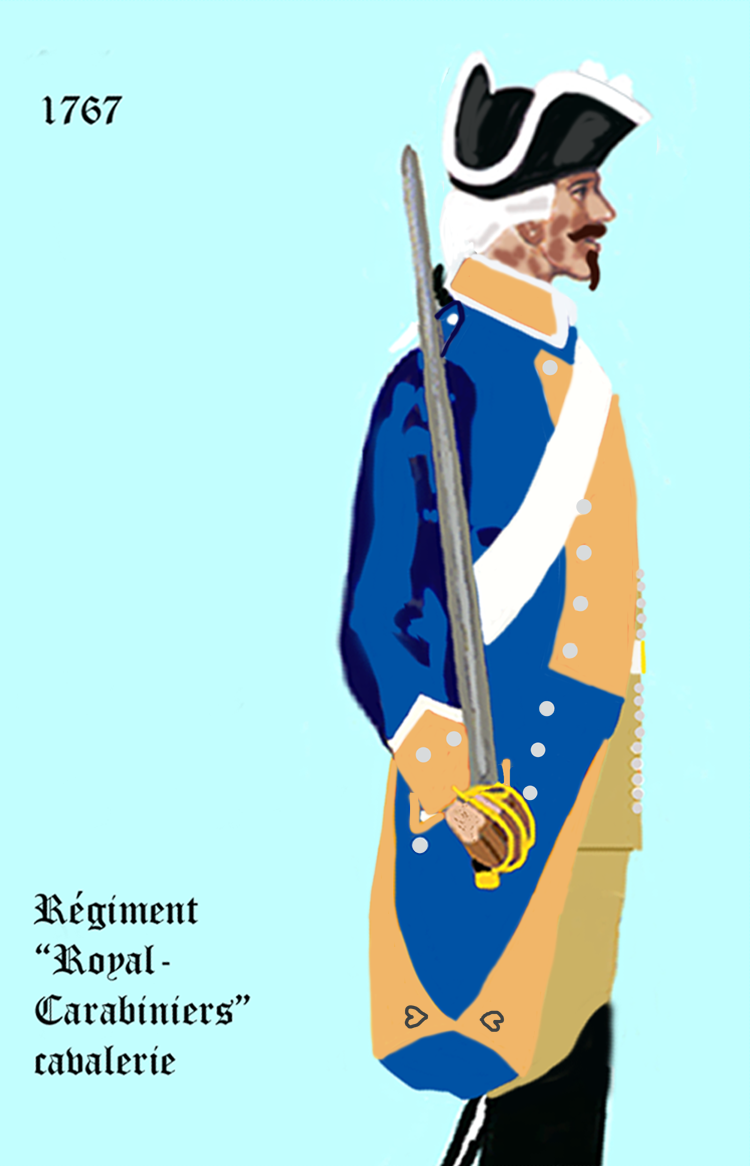
régiment Royal-Navarre cavalerie de 1767 à 1776
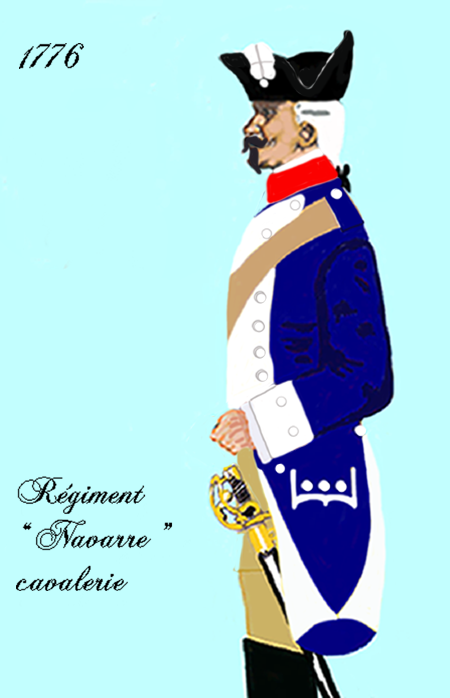
régiment Royal-Navarre cavalerie de 1776 à 1779
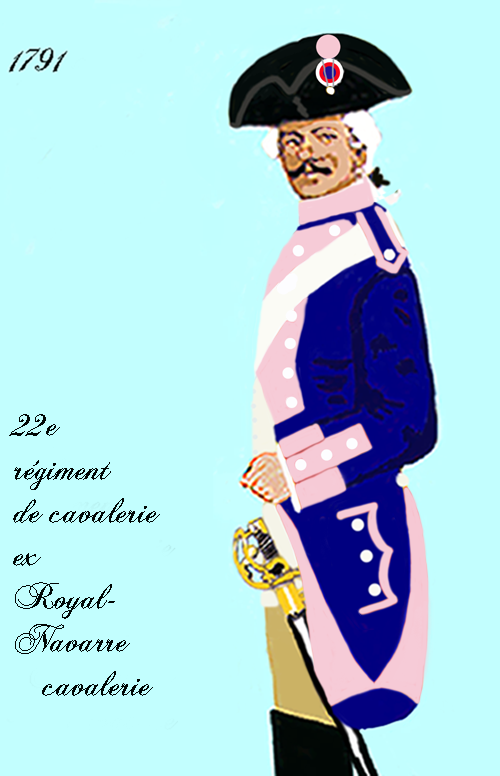
22e régiment de cavalerie de 1791 à 1792, puis 21e régiment de cavalerie

## Historique des garnisons, combats et batailles
Le régiment est créé le 3 mars 1672 pour servir lors de la guerre de Hollande et sert en Flandres, sous M. de Lançon il sert à la bataille de Seneffe, avant se passer en Alsace sous M. de Turenne. Bataille d'Entzheim, de Mulhouse, lors de la bataille de Türkheim il fait prisonnier 300 dragons, 50 cavaliers et 200 mousquetaires de Frédéric-Guillaume Ier de Brandebourg. Il part alors servir en Flandres et se fait remarquer lors des sièges de Valenciennes (1677), de Cambrai (1677) et à la bataille de Saint-Denis (Mons) ; le 6 août 1679, il est dissous. Rétabli en janvier 1684, il est réduit le 26 septembre pour être rétabli le 20 août 1688.
La guerre de la Ligue d'Augsbourg, il sert au siège de Philippsburg (1688) avec l'Armée du Rhin, passe en Flandre bataille de Walcourt et bataille de Fleurus (1690), au siège de Mons (1691), bataille de Leuze puis siège de Namur (1692), bataille de Steinkerque, bataille de Neerwinden (1693), siège de Charleroi (1693), très actif, il fut pour les années suivantes placé à la garde des côtes de Flandre.
Avec la guerre de Succession d'Espagne il est à bataille de Friedlingen, à celle Höchstädt et de Spire avant de passer en Alsace. Il suit le maréchal de Villars en Souabe et de Franconie en 1706 . De retour en Flandre, il participe à la bataille de Malplaquet où il fut réduit à tel point qu'il fut envoyé en Franche-Comté. Il retourne à l'armée du Rhin en 1712 pour être à la bataille de Landau (1713) et au siège de Fribourg (1713).
La guerre de Succession de Pologne déclarée, il est au siège de Philippsbourg (1734).
Avec la guerre de Succession d'Autriche, il est de l'armée du Bas-Rhin et se rend en Westphalie et en Bohème. Puis en Flandre en 1744 il est à la bataille de Fontenoy et au siège de Maastricht (1748).
Il fait six campagnes pendant la guerre de Sept Ans.
En 1791 (22e régiment de cavalerie) et en 1792 (21e régiment de cavalerie), il est à l'armée du Rhin puis à celle du Nord et est présent à la bataille de Neerwinden (1793). Il passe à l'Armée du Rhin et Moselle avant de passer à celle d’Italie en 1799 et 1800. Il est en garnison à Nevers au moment où il est licencié par décret du 24 septembre 1803.
Un escadron est intégré au 15e régiment de cavalerie (qui devint le 24e régiment de dragons), un escadron est intégré au 16e de cavalerie (qui devint le 25e régiment de dragons, un escadron est intégré au 17e de cavalerie (qui devint le 26e régiment de dragons) et un détachement fut intégré au 2e régiment de carabiniers.
En mars 1796, le 21e régiment de cavalerie est à l'armée de Rhin-et-Moselle division Laborde avec la 3e demi-brigade et la 38e demi-brigade.